# Morový sloup (Troja)
Morový sloup (známý také jako Viniční sloup) v Troji v Praze se nachází na rozcestí ulic Trojská a Schwankova. Je chráněn jako nemovitá kulturní památka České republiky.

## Historie

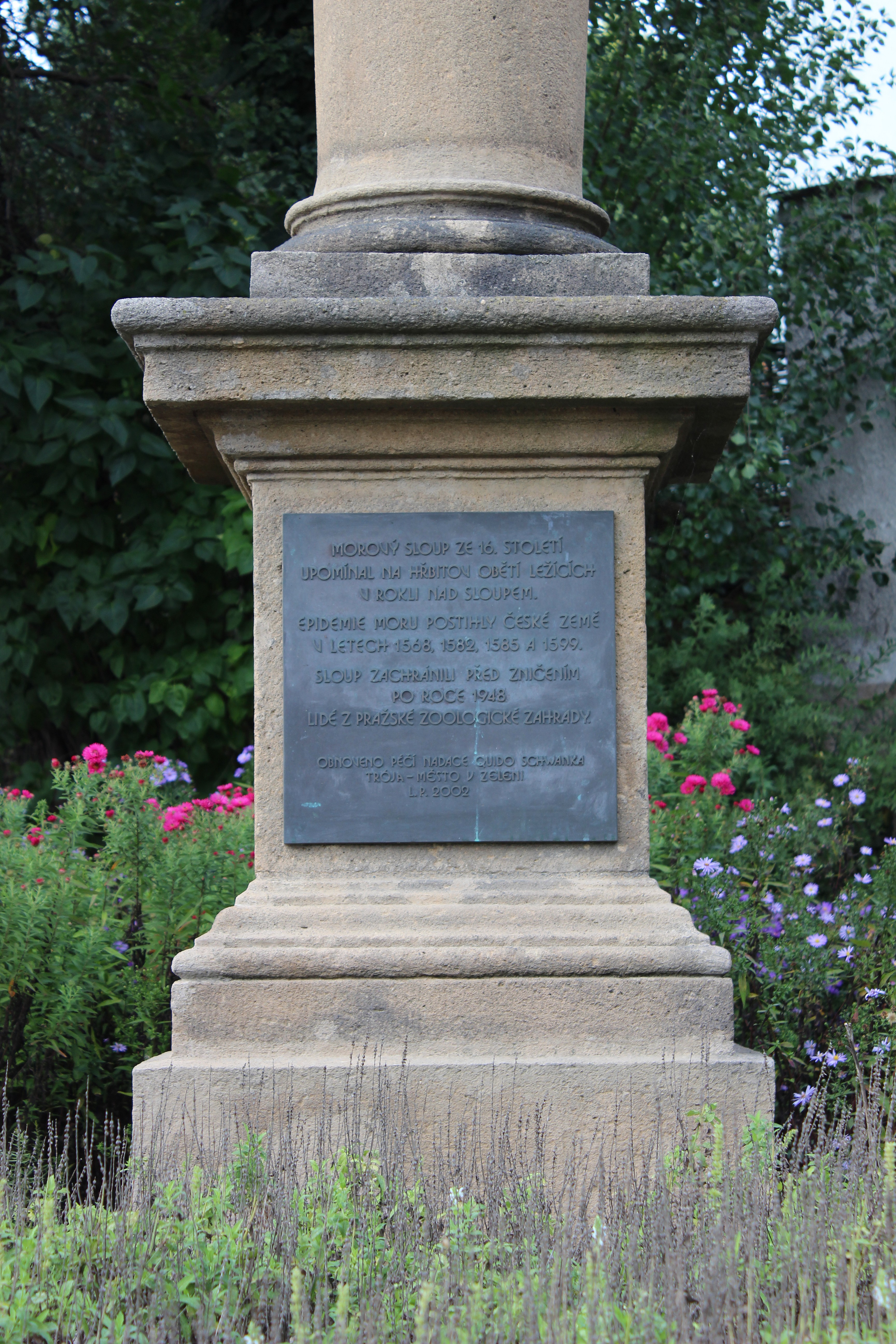
pamětní deska

Morový sloup pochází z 1. poloviny 17. století. Původně stál v Trojské ulici nad křižovatkou u zámku a upomínal na hřbitov obětí moru ležících v rokli nad sloupem. Po roce 1948 jej před zničením zachránili lidé z pražské Zoologické zahrady. Obnoven byl v roce 2002 Nadací Quido Schwanka - Troja, město v zeleni, která jej přemístila na současné místo na rozcestí ulic Trojská a Schwankova.

## Popis
Ranně barokní pískovcový sloup s iónskou hlavicí a koulí stojí na hranolovém soklu.

## Další informace
Podobný sloup v ulici Na Dlážděnce v Libni je datován roky 1628–1629.